# Yate (Vulkan)
Der Yate ist ein 2187 Meter hoher teilweise vergletscherter Vulkan in den Anden im Süden von Chile. Die Gipfelregion befindet südlich des Eingangsbereiches des Reloncaví-Fjordes in der Gemeinde Cochamó und gehört zur Liquiñe-Ofqui-Störzone. Radiokarbondatierungen an Tephraablagerungen an der Südostflanke datieren die letzte Aktivität auf etwa 1090 und gilt deswegen als nicht erloschen.
Alluviale Massenbewegungen an den Flanken gehören zu seinen geologischen Risikofaktoren. Der Normalweg zum Gipfel beginnt in der Ortschaft Llahuepe am Reloncaví-Fjord. Der südliche Teil des Gebirgsmassivs befindet sich innerhalb des Hornopiren-Nationalparks.

## Erdrutsch 1965
Am 19. Februar 1965 lösten sich sechs bis zehn Millionen Kubikmeter Eis und Fels und rutschten 7,5 Kilometer hinab in den Lago Caprera. Am westlichen Ende des Sees entstand eine Tsunamiwelle von mehr als 25 Metern, die eine Siedlung zerstörte und 27 Todesopfer forderte. Forscher gehen davon aus, dass sich solch ein Ereignis etwa alle 100 Jahre wiederholt und dass die Klimaerwärmung dieses verstärken wird.

Bilder
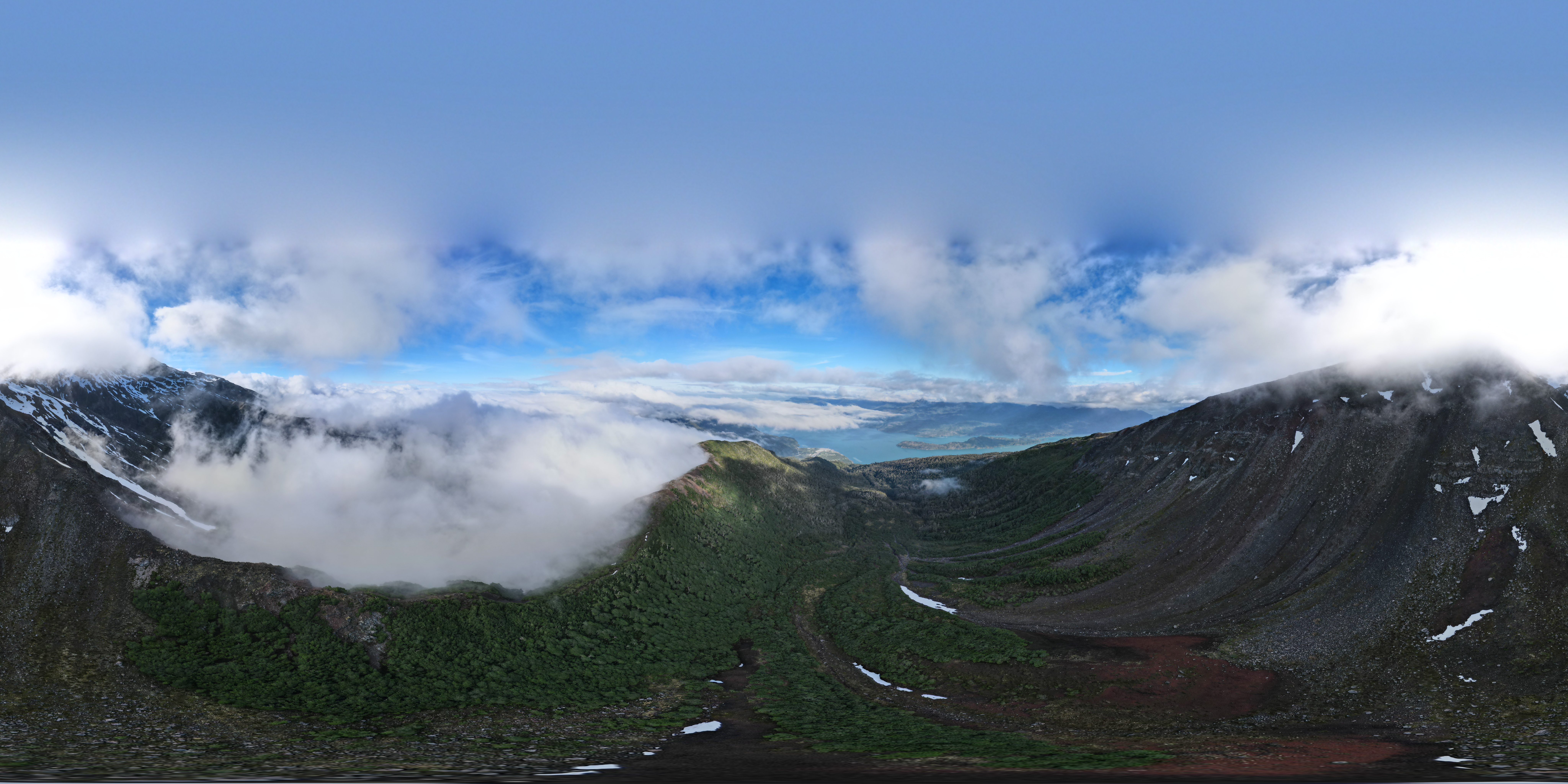
Vulkan Yates in Wolken, die Ortschaft Llaguepe und der Reloncaví-Fjord